# Romeika

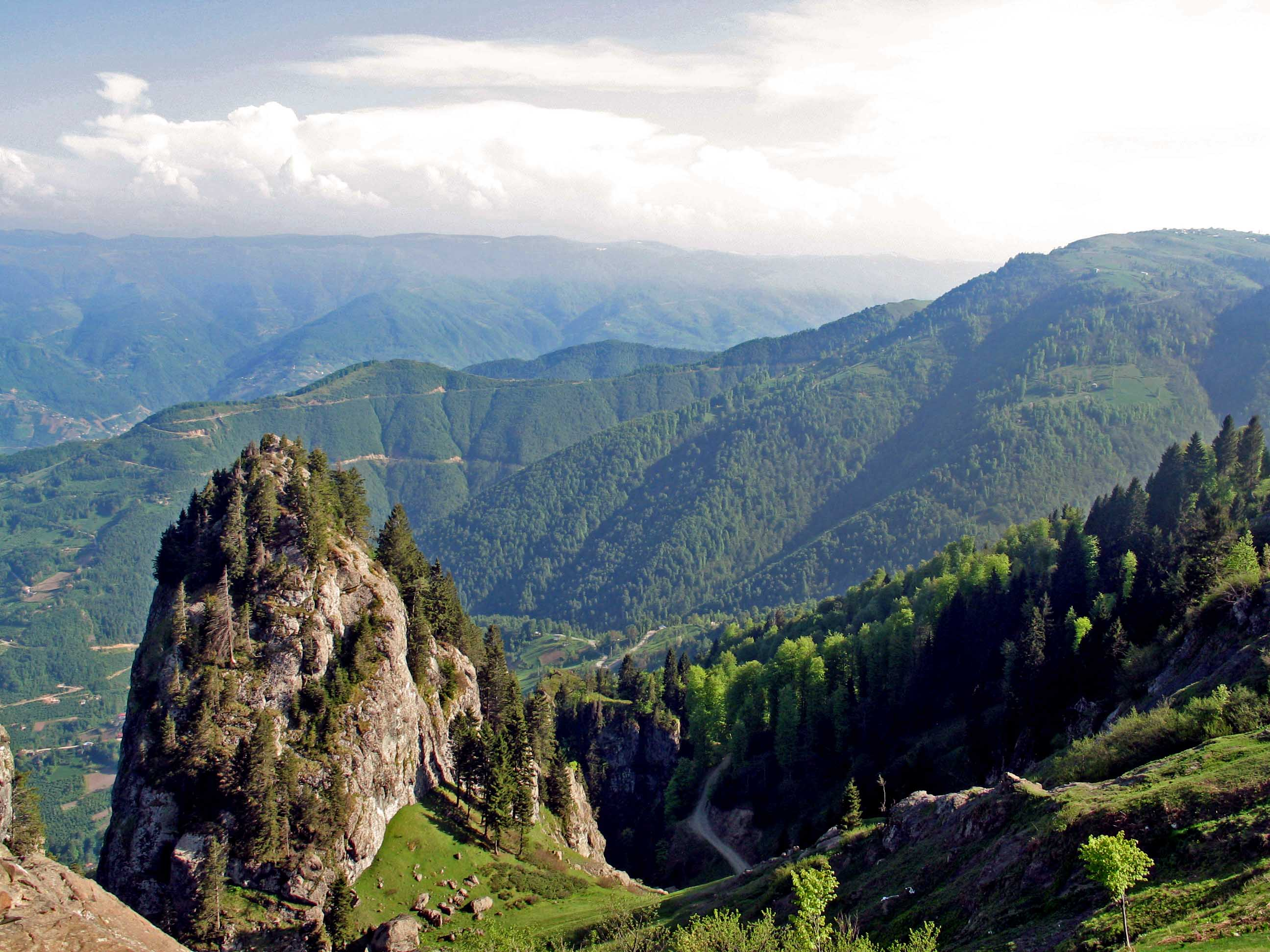
Pontiska bergen

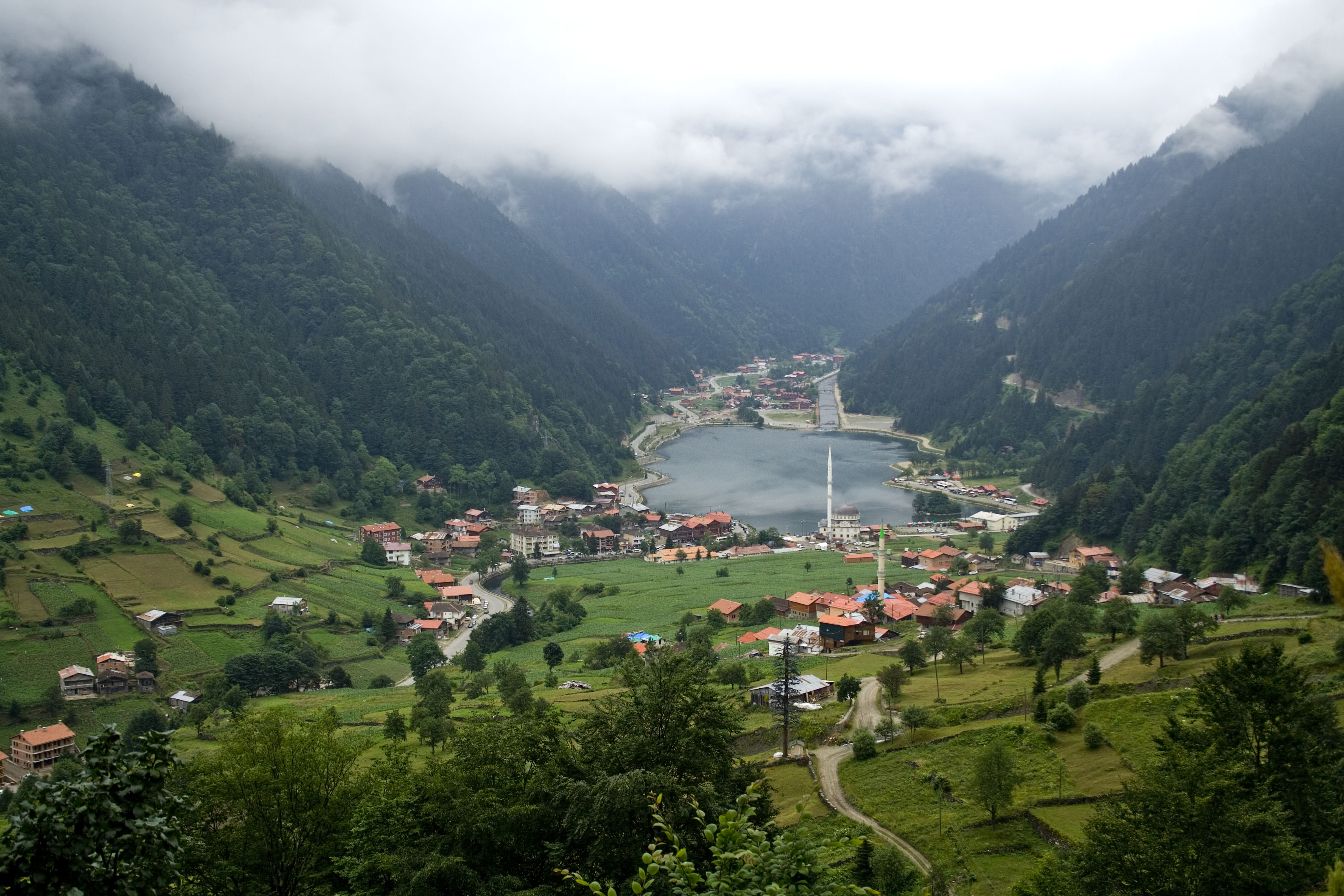
Sjön och byn Uzungöl i distriktet Çaykara i Pontiska bergen

Romeika (grekiska: pωμαίικα), eller ofitiska, är en dialekt av pontisk grekiska, som talas av några tusen personer i avlägsna bergsbyar i provinsen Trabzon i nordöstra Turkiet. Trakterna kallades under antiken Pontus. Antalet romeikatalande har uppskattats till mellan 4.000 och 8.000.
Romeika har mer att göra med den hellenistiska formen som talades under Homeros tid under århundradena före Kristus än med modern grekiska. Språket delar också drag från antikens grekiska. Romeika finns inte i skriftlig form, utan har enbart överlevt som talspråk i bergen. En ordbok har dock 2019 publicerats av en språkvetare.
Nutida grekiska och romeika är inte ömsesidigt begripliga, utan språkförståelsen har jämförts som den mellan talare av portugisiska och italienska.
De romeikatalande är muslimer, vilket ledde till att de inte kom att beröras av det befolkningsutbyte mellan Turkiet och Grekland, som  genomförandes i enlighet med konventionen om utbyte av grekiska och turkiska befolkningar, som var en sidoöverenskommelse till Lausannefördraget 1923.
Pontisk grekiska talades i Pontus på Svarta havets sydkust, och sedan Lausannefördragets (1923) befolkningsutbyte mestadels i Grekland. Dess talare kallas pontier. Pontiska härstammar från den joniska dialekten, via koine och bysantinsk grekiska. Den innehåller påverkan från turkiska, persiska och till mindre del från olika kaukasiska språk.
Det finns tre återstående grekiskspråkiga bygder: Of (Çaykara), Sürmene och Tonya. Vid sidan av den grekiska som talas av ortodoxa kristna invånare i Turkiet (vilka huvudsakligen finns i Istanbul och Imbros/Gökçeada), är romeika det sista överlevande varieteten av grekiska som talas idag i östra Turkiet. Alla andra varieteter i Mindre Asien, såsom kappaadokiska, har försvunnit från Turkiet.